# Lecanora perithioides
Lecanora perithioides är en lavart som beskrevs av Nyl. Lecanora perithioides ingår i släktet Lecanora och familjen Lecanoraceae.   Inga underarter finns listade i Catalogue of Life.